# Listă de campioni mondiali de atletism feminin
Lista de campioni mondiali de atletism feminin cuprinde pe concurenții medaliați cu aur, argint sau bronz.

## Probe

### 100 m
| CM   | Aur                 | Aur  | Argint            | Argint | Bronz            | Bronz |
| CM   | Atlet               | Țara | Atlet             | Țara   | Atlet            | Țara  |
| ---- | ------------------- | ---- | ----------------- | ------ | ---------------- | ----- |
| 1983 | Marlies Göhr        | GDR  | Marita Koch       | GDR    | Diane Williams   | USA   |
| 1987 | Silke Gladisch      | GDR  | Heike Drechsler   | GDR    | Merlene Ottey    | JAM   |
| 1991 | Katrin Krabbe       | GER  | Gwen Torrence     | USA    | Merlene Ottey    | JAM   |
| 1993 | Gail Devers         | USA  | Merlene Ottey     | JAM    | Gwen Torrence    | USA   |
| 1995 | Gwen Torrence       | USA  | Merlene Ottey     | JAM    | Irina Priwalova  | RUS   |
| 1997 | Marion Jones        | USA  | Janna Pintusevîci | UKR    | Savatheda Fynes  | BAH   |
| 1999 | Marion Jones        | USA  | Inger Miller      | USA    | Ekaterini Thanou | GRE   |
| 2001 | J. Pintusevîci-Blok | UKR  | Ekaterini Thanou  | GRE    | Chandra Sturrup  | BAH   |
| 2003 | Torri Edwards       | USA  | Janna Blok        | UKR    | Chandra Sturrup  | BAH   |
| 2005 | Lauryn Williams     | USA  | Veronica Campbell | JAM    | Christine Arron  | FRA   |
| 2007 | Veronica Campbell   | JAM  | Lauryn Williams   | USA    | Carmelita Jeter  | USA   |
| 2009 | Shelly-Ann Fraser   | JAM  | Kerron Stewart    | JAM    | Carmelita Jeter  | USA   |

### 200 m
| CM   | Aur                    | Aur  | Argint                   | Argint | Bronz                         | Bronz        |
| CM   | Atlet                  | Țara | Atlet                    | Țara   | Atlet                         | Țara         |
| ---- | ---------------------- | ---- | ------------------------ | ------ | ----------------------------- | ------------ |
| 1983 | Marita Koch            | GDR  | Merlene Ottey            | JAM    | Kathy Smallwood-Cook          | GBR          |
| 1987 | Silke Gladisch         | GDR  | Florence Griffith-Joyner | USA    | Merlene Ottey                 | JAM          |
| 1991 | Katrin Krabbe          | GER  | Gwen Torrence            | USA    | Merlene Ottey                 | JAM          |
| 1993 | Merlene Ottey          | JAM  | Gwen Torrence            | USA    | Irina Priwalova               | RUS          |
| 1995 | Merlene Ottey          | JAM  | Irina Priwalova          | RUS    | Galina Maltschugina           | RUS          |
| 1997 | Janna Pintusevîci      | UKR  | Susanthika Jayasinghe    | SRI    | Merlene Ottey                 | JAM          |
| 1999 | Inger Miller           | USA  | Beverly McDonald         | JAM    | Merlene Frazer Andrea Philipp | JAM Germania |
| 2001 | Debbie Ferguson        | BAH  | LaTasha Jenkins          | USA    | Cydonie Mothersille           | CAY          |
| 2003 | Anastasia Kapacinskaia | RUS  | Torri Edwards            | USA    | Muriel Hurtis                 | FRA          |
| 2005 | Allyson Felix          | USA  | Rachelle Boone-Smith     | USA    | Christine Arron               | FRA          |
| 2007 | Allyson Felix          | USA  | Veronica Campbell        | JAM    | Susanthika Jayasinghe         | SRI          |
| 2009 | Allyson Felix          | USA  | Veronica Campbell-Brown  | JAM    | Debbie Ferguson-McKenzie      | BAH          |

### 400 m
| CM   | Aur                      | Aur  | Argint               | Argint | Bronz                        | Bronz |
| CM   | Atlet                    | Țara | Atlet                | Țara   | Atlet                        | Țara  |
| ---- | ------------------------ | ---- | -------------------- | ------ | ---------------------------- | ----- |
| 1983 | Jarmila Kratochvílová    | TCH  | Taťána Kocembová     | TCH    | Marija Kultschunowa-Pinigina | URS   |
| 1987 | Olha Wladykina-Brîzhina  | URS  | Petra Müller         | GDR    | Kirsten Siemon-Emmelmann     | GDR   |
| 1991 | Marie-José Pérec         | FRA  | Grit Breuer          | GER    | Sandra Myers                 | ESP   |
| 1993 | Jearl Miles              | USA  | Natasha Kaiser-Brown | USA    | Sandie Richards              | JAM   |
| 1995 | Marie-José Pérec         | FRA  | Pauline Davis        | BAH    | Jearl Miles                  | USA   |
| 1997 | Cathy Freeman            | AUS  | Sandie Richards      | JAM    | Jearl Miles Clark            | USA   |
| 1999 | Cathy Freeman            | AUS  | Anja Rücker          | GER    | Lorraine Graham              | JAM   |
| 2001 | Amy Mbacké Thiam         | SEN  | Lorraine Fenton      | JAM    | Ana Guevara                  | MEX   |
| 2003 | Ana Guevara              | MEX  | Lorraine Fenton      | JAM    | Amy Mbacké Thiam             | SEN   |
| 2005 | Tonique Williams-Darling | BAH  | Sanya Richards       | USA    | Ana Guevara                  | MEX   |
| 2007 | Christine Ohuruogu       | GBR  | Nicola Sanders       | GBR    | Novlene Williams             | JAM   |
| 2009 | Sanya Richards           | USA  | Shericka Williams    | JAM    | Antonina Kriwoschapka        | RUS   |

### 800 m
| CM   | Aur                       | Aur  | Argint                    | Argint | Bronz                     | Bronz |
| CM   | Atlet                     | Țara | Atlet                     | Țara   | Atlet                     | Țara  |
| ---- | ------------------------- | ---- | ------------------------- | ------ | ------------------------- | ----- |
| 1983 | Jarmila Kratochvílová     | TCH  | Ljubow Gurina             | URS    | Jekaterina Podkopajewa    | URS   |
| 1987 | Sigrun Wodars             | GDR  | Christine Wachtel         | GDR    | Ljubow Gurina             | URS   |
| 1991 | Lilija Nurutdinova        | URS  | Ana Fidelia Quirot        | CUB    | Ella Kovacs               | ROU   |
| 1993 | Maria de Lurdes Mutola    | MOZ  | Ljubow Gurina             | RUS    | Ella Kovacs               | ROU   |
| 1995 | Ana Fidelia Quirot        | CUB  | Letitia Vriesde           | SUR    | Kelly Holmes              | GBR   |
| 1997 | Ana Fidelia Quirot        | CUB  | Jelena Afanasjewa         | RUS    | Maria de Lurdes Mutola    | MOZ   |
| 1999 | Ludmila Formanová         | CZE  | Maria de Lurdes Mutola    | MOZ    | Svetlana Masterkova       | RUS   |
| 2001 | Maria de Lurdes Mutola    | MOZ  | Stephanie Graf            | AUT    | Letitia Vriesde           | SUR   |
| 2003 | Maria de Lurdes Mutola    | MOZ  | Kelly Holmes              | GBR    | Natalja Chruschtscheljova | RUS   |
| 2005 | Zulia Calatayud           | CUB  | Hasna Benhassi            | MAR    | Tatjana Andrianova        | RUS   |
| 2007 | Janeth Jepkosgei Busienei | KEN  | Hasna Benhassi            | MAR    | Mayte Martínez            | ESP   |
| 2009 | Caster Semenya            | RSA  | Janeth Jepkosgei Busienei | KEN    | Jennifer Meadows          | GBR   |

### 1500 m
| CM   | Aur                 | Aur  | Argint                   | Argint | Bronz                  | Bronz |
| CM   | Atlet               | Țara | Atlet                    | Țara   | Atlet                  | Țara  |
| ---- | ------------------- | ---- | ------------------------ | ------ | ---------------------- | ----- |
| 1983 | Mary Decker         | USA  | Samira Saizewa           | URS    | Jekaterina Podkopajewa | URS   |
| 1987 | Tetjana Samolenko   | URS  | Hildegard Ullrich-Körner | GDR    | Doina Melinte          | ROU   |
| 1991 | Hassiba Boulmerka   | ALG  | T. Samolenko-Dorowskych  | URS    | Ljudmila Rogatschova   | URS   |
| 1993 | Liu Dong            | CHN  | Sonia O’Sullivan         | IRL    | Hassiba Boulmerka      | ALG   |
| 1995 | Hassiba Boulmerka   | ALG  | Kelly Holmes             | GBR    | Carla Sacramento       | POR   |
| 1997 | Carla Sacramento    | POR  | Regina Jacobs            | USA    | Anita Weyermann        | SUI   |
| 1999 | Svetlana Masterkova | RUS  | Regina Jacobs            | USA    | Kutre Dulecha          | ETH   |
| 2001 | Gabriela Szabo      | ROU  | Violeta Szekely          | ROU    | Natalja Gorelova       | RUS   |
| 2003 | Tatjana Tomaschova  | RUS  | Süreyya Ayhan            | TUR    | Hayley Tullett         | GBR   |
| 2005 | Tatjana Tomaschova  | RUS  | Olga Jegorova            | RUS    | Bouchra Ghezielle      | FRA   |
| 2007 | Maryam Yusuf Jamal  | BRN  | Jelena Sobolewa          | RUS    | Iryna Lischtschynska   | UKR   |
| 2009 | Maryam Yusuf Jamal  | BRN  | Lisa Dobriskey           | GBR    | Shannon Rowbury        | USA   |

### 5000 m
| CM   | Aur              | Aur  | Argint                | Argint | Bronz                     | Bronz |
| CM   | Atlet            | Țara | Atlet                 | Țara   | Atlet                     | Țara  |
| ---- | ---------------- | ---- | --------------------- | ------ | ------------------------- | ----- |
| 1995 | Sonia O’Sullivan | IRL  | Fernanda Ribeiro      | POR    | Zahra Ouaziz              | MAR   |
| 1997 | Gabriela Szabo   | ROU  | Roberta Brunet        | ITA    | Fernanda Ribeiro          | POR   |
| 1999 | Gabriela Szabo   | ROU  | Zahra Ouaziz          | MAR    | Ayelech Worku             | ETH   |
| 2001 | Olga Jegorova    | RUS  | Marta Domínguez       | ESP    | Ayelech Worku             | ETH   |
| 2003 | Tirunesh Dibaba  | ETH  | Marta Domínguez       | ESP    | Edith Masai               | KEN   |
| 2005 | Tirunesh Dibaba  | ETH  | Meseret Defar         | ETH    | Ejegayehu Dibaba          | ETH   |
| 2007 | Meseret Defar    | ETH  | Vivian Cheruiyot      | KEN    | Priscah Jepleting Cherono | KEN   |
| 2009 | Vivian Cheruiyot | KEN  | Sylvia Jebiwott Kibet | KEN    | Meseret Defar             | ETH   |

### 10.000 m
| CM   | Aur                    | Aur  | Argint            | Argint | Bronz            | Bronz |
| CM   | Atlet                  | Țara | Atlet             | Țara   | Atlet            | Țara  |
| ---- | ---------------------- | ---- | ----------------- | ------ | ---------------- | ----- |
| 1987 | Ingrid Kristiansen     | NOR  | Jelena Schupijeva | URS    | Kathrin Ullrich  | GDR   |
| 1991 | Liz McColgan           | GBR  | Zhong Huandi      | CHN    | Wang Xiuting     | CHN   |
| 1993 | Wang Junxia            | CHN  | Zhong Huandi      | CHN    | Sally Barsosio   | KEN   |
| 1995 | Fernanda Ribeiro       | POR  | Derartu Tulu      | ETH    | Tegla Loroupe    | KEN   |
| 1997 | Sally Barsosio         | KEN  | Fernanda Ribeiro  | POR    | Masako Chiba     | JPN   |
| 1999 | Gete Wami              | ETH  | Paula Radcliffe   | GBR    | Tegla Loroupe    | KEN   |
| 2001 | Derartu Tulu           | ETH  | Berhane Adere     | ETH    | Gete Wami        | ETH   |
| 2003 | Berhane Adere          | ETH  | Werknesh Kidane   | ETH    | Sun Yingjie      | CHN   |
| 2005 | Tirunesh Dibaba        | ETH  | Berhane Adere     | ETH    | Ejegayehu Dibaba | ETH   |
| 2007 | Tirunesh Dibaba        | ETH  | Elvan Abeylegesse | TUR    | Kara Goucher     | USA   |
| 2009 | Linet Chepkwemoi Masai | KEN  | Meselech Melkamu  | ETH    | Wude Ayalew      | ETH   |

### Maraton
| CM   | Aur                   | Aur            | Argint                | Argint | Bronz                  | Bronz |
| CM   | Atlet                 | Țara           | Atlet                 | Țara   | Atlet                  | Țara  |
| ---- | --------------------- | -------------- | --------------------- | ------ | ---------------------- | ----- |
| 1983 | Grete Waitz           | NOR            | Marianne Dickerson    | USA    | R. Katjukowa-Smechnowa | URS   |
| 1987 | Rosa Mota             | POR            | Soja Ivanova          | URS    | Jocelyne Villeton      | FRA   |
| 1991 | Wanda Panfil          | POL            | Sachiko Yamashita     | JPN    | Katrin Dörre           | GER   |
| 1993 | Junko Asari           | JPN            | Maria Manuela Machado | POR    | Tomoe Abe              | JPN   |
| 1995 | Maria Manuela Machado | POR            | Anuta Catuna          | ROU    | Ornella Ferrara        | ITA   |
| 1997 | Hiromi Suzuki         | JPN            | Maria Manuela Machado | POR    | Lidia Șimon            | ROU   |
| 1999 | Jong Song-ok          | Coreea de Nord | Ari Ichihashi         | JPN    | Lidia Șimon            | ROU   |
| 2001 | Lidia Șimon           | ROU            | Reiko Tosa            | JPN    | Svetlana Sacharova     | RUS   |
| 2003 | Catherine Ndereba     | KEN            | Mizuki Noguchi        | JPN    | Masako Chiba           | JPN   |
| 2005 | Paula Radcliffe       | GBR            | Catherine Ndereba     | KEN    | Constantina Tomescu    | ROU   |
| 2007 | Catherine Ndereba     | KEN            | Zhou Chunxiu          | CHN    | Reiko Tosa             | JPN   |
| 2009 | Bai Xue               | CHN            | Yoshimi Ozaki         | JPN    | Aselefech Mergia       | ETH   |

### Marș 20 km
| CM   | Aur               | Aur  | Argint                | Argint | Bronz                 | Bronz     |
| CM   | Atlet             | Țara | Atlet                 | Țara   | Atlet                 | Țara      |
| ---- | ----------------- | ---- | --------------------- | ------ | --------------------- | --------- |
| 1999 | Liu Hongyu        | CHN  | Wang Yan              | CHN    | Kerry Saxby-Junna     | Australia |
| 2001 | Olimpiada Iwanova | RUS  | Waljanzina Zybulskaja | BLR    | Elisabetta Perrone    | ITA       |
| 2003 | Jelena Nikolajewa | RUS  | Gillian O’Sullivan    | IRL    | Waljanzina Zybulskaja | BLR       |
| 2005 | Olimpiada Ivanova | RUS  | Ryta Turawa           | BLR    | Susana Feitor         | POR       |
| 2007 | Olga Kaniskina    | RUS  | Tatjana Schemjakina   | RUS    | María Vasco           | ESP       |
| 2009 | Olga Kaniskina    | RUS  | Olive Loughnane       | IRL    | Liu Hong              | CHN       |

### 100 m garduri
| CM   | Aur                    | Aur  | Argint                  | Argint | Bronz                  | Bronz |
| CM   | Atlet                  | Țara | Atlet                   | Țara   | Atlet                  | Țara  |
| ---- | ---------------------- | ---- | ----------------------- | ------ | ---------------------- | ----- |
| 1983 | Bettine Jahn           | GDR  | Kerstin Knabe           | GDR    | Ginka Sagortschewa     | BUL   |
| 1987 | Ginka Sagortschewa     | BUL  | Gloria Uibel            | GDR    | Cornelia Oschkenat     | GDR   |
| 1991 | Ljudmila Naroschilenko | URS  | Gail Devers             | USA    | Natalja Grigorjewa     | URS   |
| 1993 | Gail Devers            | USA  | Marina Asjabina         | RUS    | Lynda Tolbert-Goode    | USA   |
| 1995 | Gail Devers            | USA  | Olga Schischigina       | KAZ    | Julija Graudyn         | RUS   |
| 1997 | Ludmila Engquist       | SWE  | Swetla Dimitrova        | BUL    | Michelle Freeman       | JAM   |
| 1999 | Gail Devers            | USA  | Glory Alozie            | NGR    | Ludmila Engquist       | SWE   |
| 2001 | Anjanette Kirkland     | USA  | Gail Devers             | USA    | Olga Schischigina      | KAZ   |
| 2003 | Perdita Felicien       | CAN  | Brigitte Foster         | JAM    | Miesha McKelvy-Jones   | USA   |
| 2005 | Michelle Perry         | USA  | Delloreen Ennis-London  | JAM    | Brigitte Foster-Hylton | JAM   |
| 2007 | Michelle Perry         | USA  | Perdita Felicien        | CAN    | Delloreen Ennis-London | JAM   |
| 2009 | Brigitte Foster-Hylton | JAM  | Priscilla Lopes-Schliep | CAN    | Delloreen Ennis-London | JAM   |

### 400 m garduri
| CM   | Aur                      | Aur  | Argint                | Argint | Bronz                      | Bronz |
| CM   | Atlet                    | Țara | Atlet                 | Țara   | Atlet                      | Țara  |
| ---- | ------------------------ | ---- | --------------------- | ------ | -------------------------- | ----- |
| 1980 | Bärbel Broschat          | GDR  | Ellen Neumann         | GDR    | Petra Pfaff                | GDR   |
| 1983 | Jekaterina Fessenko-Grun | URS  | Ana Ambrazienė        | URS    | Ellen Neumann-Fiedler      | GDR   |
| 1987 | Sabine Busch             | GDR  | Debbie Flintoff-King  | AUS    | Cornelia Feuerbach-Ullrich | GDR   |
| 1991 | Tazjana Ljadouskaja      | URS  | Sally Gunnell         | GBR    | Janeene Vickers            | USA   |
| 1993 | Sally Gunnell            | GBR  | Sandra Farmer-Patrick | USA    | Margarita Ponomarjowa      | RUS   |
| 1995 | Kim Batten               | USA  | Tonja Buford          | USA    | Deon Hemmings              | JAM   |
| 1997 | Nezha Bidouane           | MAR  | Deon Hemmings         | JAM    | Kim Batten                 | USA   |
| 1999 | Daimí Pernía             | CUB  | Nezha Bidouane        | MAR    | Deon Hemmings              | JAM   |
| 2001 | Nezha Bidouane           | MAR  | Iulia Nosova          | RUS    | Daimí Pernía               | CUB   |
| 2003 | Jana Pittman             | AUS  | Sandra Glover         | USA    | Iulia Pecionkina           | RUS   |
| 2005 | Iulia Pecionkina         | RUS  | Lashinda Demus        | USA    | Sandra Glover              | USA   |
| 2007 | Jana Pittman-Rawlinson   | AUS  | Iulia Pecionkina      | RUS    | Anna Jesień                | POL   |
| 2009 | Melaine Walker           | JAM  | Lashinda Demus        | USA    | Josanne Lucas              | TRI   |

### 3000 m garduri
| CM   | Aur               | Aur  | Argint            | Argint | Bronz                | Bronz |
| CM   | Atlet             | Țara | Atlet             | Țara   | Atlet                | Țara  |
| ---- | ----------------- | ---- | ----------------- | ------ | -------------------- | ----- |
| 2005 | Dorcus Inzikuru   | UGA  | Ekaterina Volkova | RUS    | Jeruto Kiptum        | KEN   |
| 2007 | Ekaterina Wolkova | RUS  | Tatjana Petrova   | RUS    | Eunice Jepkorir      | KEN   |
| 2009 | Marta Domínguez   | ESP  | Julija Sarudnewa  | RUS    | Milcah Chemos Cheywa | KEN   |

### 4 x 100 m Ștafetă
| CM   | Aur                                                                                                | Argint                                                                                    | Bronz                                                                                |
| ---- | -------------------------------------------------------------------------------------------------- | ----------------------------------------------------------------------------------------- | ------------------------------------------------------------------------------------ |
| 1983 | Republica Democrată Germană Silke Möller Marita Koch Ingrid Auerswald Marlies Göhr                 | Regatul Unit Joan Baptiste Kathy Smallwood-Cook Beverley Callender Shirley Thomas         | Jamaica Leleith Hodges Jacqueline Pusey Juliet Cuthbert Merlene Ottey                |
| 1987 | Statele Unite ale Americii Alice Brown Diane Williams Florence Griffith-Joyner Pam Marshall        | Republica Democrată Germană Silke Möller Cornelia Oschkenat Kerstin Behrendt Marlies Göhr | Uniunea Sovietică Irina Slyusar Natalia Pomoschchnikowa Natalia German Olga Antonova |
| 1991 | Jamaica Dahlia Duhaney Juliet Cuthbert Beverly McDonald Merlene Ottey                              | Uniunea Sovietică Natalia Kowtun Galina Maltschugina Elena Winogradova Irina Privalova    | Germania Grit Breuer Katrin Krabbe Sabine Richter Heike Drechsler                    |
| 1993 | Rusia Olga Bogoslowskaja Galina Maltschugina Natalia Pomoschchnikowa Irina Privalova               | Statele Unite ale Americii Michelle Finn Gwen Torrence Wendy Vereen Gail Devers           | Jamaica Michelle Freeman Juliet Campbell Nikole Mitchell Merlene Ottey               |
| 1995 | Statele Unite ale Americii Celena Mondie-Milner Carlette Guidry-White Chryste Gaines Gwen Torrence | Jamaica Dahlia Duhaney Juliet Cuthbert Beverly McDonald Merlene Ottey                     | Germania Melanie Paschke Silke Lichtenhagen Silke Knoll Gabriele Becker              |
| 1997 | Statele Unite ale Americii Chryste Gaines Marion Jones Inger Miller Gail Devers                    | Jamaica Beverly McDonald Merlene Frazer Juliet Cuthbert Beverly Grant                     | Franța Patricia Girard Christine Arron Delphine Combe Sylviane Félix                 |
| 1999 | Bahamas Savatheda Fynes Chandra Sturrup Pauline Davis-Thompson Debbie Ferguson                     | Franța Patricia Girard Muriel Hurtis Katia Benth Christine Arron                          | Jamaica Aleen Bailey Merlene Frazer Beverly McDonald Peta-Gaye Dowdie                |
| 2001 | Germania Melanie Paschke Gabi Rockmeier Birgit Rockmeier Marion Wagner                             | Franța Sylviane Félix Frédérique Bangué Muriel Hurtis Odiah Sidibé                        | Jamaica Juliet Campbell Merlene Frazer Beverly McDonald Astia Walker                 |
| 2003 | Franța Patricia Girard Muriel Hurtis Sylviane Félix Christine Arron                                | Statele Unite ale Americii Angela Williams Chryste Gaines Inger Miller Torri Edwards      | Rusia Olga Fjodorova Julija Tabakova Marina Kislova Larissa Kruglova                 |
| 2005 | Statele Unite ale Americii Angela Daigle Muna Lee Me'Lisa Barber Lauryn Williams                   | Jamaica Daniele Browning Sherone Simpson Aleen Bailey Veronica Campbell                   | Belarus Julija Neszjarenka Natallja Salahub Alena Neumjarschyzkaja Aksana Drahun     |
| 2007 | Statele Unite ale Americii Lauryn Williams Allyson Felix Mikele Barber Torri Edwards               | Jamaica Sheri-Ann Brooks Kerron Stewart Simone Facey Veronica Campbell                    | Belgia · Olivia Borlee · Hanna Mariën · Elodie Ouédraogo · Kim Gevaert               |
| 2009 | Jamaica Simone Facey Shelly-Ann Fraser Aleen Bailey Kerron Stewart                                 | Bahamas Sheniqua Ferguson Chandra Sturrup Christine Amertil Debbie Ferguson-McKenzie      | Germania Marion Wagner Anne Möllinger Cathleen Tschirch Verena Sailer                |

### 4 x 400 m Ștafetă
| CM   | Aur                                                                                                   | Argint                                                                                           | Bronz                                                                                             |
| ---- | --- | ------------------------------------------------------------------------------------------------ | ------------------------------------------------------------------------------------------------- |
| 1983 | Republica Democrată Germană Kerstin Walther Sabine Busch Marita Koch Dagmar Neubauer                  | Cehoslovacia Tatána Kocembová Milena Matejkovicova Zuzana Moravcikova Jarmila Kratochvílová      | Uniunea Sovietică Elena Didilenko Marina Iwanova Irina Baskakova Marija Kultschunova              |
| 1987 | Republica Democrată Germană Dagmar Neubauer Kirsten Emmelmann Petra Müller Sabine Busch               | Uniunea Sovietică Aelita Jurtschenko Olga Nazarova Marija Kultschunowa Olha Wladykina-Brîzhina   | Statele Unite ale Americii Diane Dixon Denean Howard-Hill Valerie Brisco-Hooks Lillie Leatherwood |
| 1991 | Uniunea Sovietică Tazjana Ljadouskaja Ljudmila Dschigalova Olga Nazarova Olha Wladykina-Brîzhina      | Statele Unite ale Americii Rochelle Stevens Diane Dixon Jearl Miles-Clark Lillie Leatherwood     | Germania Uta Rohländer Katrin Krabbe Christine Wachtel Grit Breuer                                |
| 1993 | Statele Unite ale Americii Gwen Torrence Maicel Malone-Wallace Natasha Kaiser-Brown Jearl Miles-Clark | Rusia Elena Rusina Tatjana Alexejeva Margarita Chromova Irina Priwalova                          | Regatul Unit Linda Keough Phylis Smith Tracy Goddard Sally Gunnell                                |
| 1995 | Statele Unite ale Americii Kim Graham Rochelle Stevens Camara Jones Jearl Miles-Clark                 | Rusia Tatiana Cebîkina Svetlana Goncearenko Julija Sotnikova Jelena Andrejeva                    | Australia Lee Naylor Renée Poetschka Melinda Gainsford-Taylor Cathy Freeman                       |
| 1997 | Germania Anke Feller Uta Rohländer Anja Rücker Grit Breuer                                            | Statele Unite ale Americii Maicel Malone-Wallace Kim Graham Kim Batten Jearl Miles-Clark         | Jamaica Inez Turner Lorraine Graham Deon Hemmings Sandie Richards                                 |
| 1999 | Rusia Tatiana Cebîkina Svetlana Goncearenko Olga Kotljarova Natalia Nazarova                          | Statele Unite ale Americii Suziann Reid Maicel Malone-Wallace Michelle Collins Jearl Miles-Clark | Germania Anke Feller Uta Rohländer Anja Rücker Grit Breuer                                        |
| 2001 | Jamaica Sandie Richards Catherine Scott Debbie-Ann Parris Lorraine Fenton                             | Germania Florence Ekpo-Umoh Shanta Ghosh Claudia Marx Grit Breuer                                | Rusia Irina Rossichina Julija Petschonkina Anastasia Kapacinskaia Olesia Sîkina                   |
| 2003 | Statele Unite ale Americii Me'Lisa Barber Demetria Washington Jearl Miles-Clark Sanya Richards        | Rusia Olesia Sîkina Iulia Pecionkina Anastasia Kapacinskaia Natalia Nazarova                     | Jamaica Sandie Richards Allison Beckford Ronetta Smith Lorraine Fenton                            |
| 2005 | Rusia Iulia Pecionkina Olesia Krasnomoveț Natalia Antiuh Svetlana Pospelova                           | Jamaica Shericka Williams Novlene Williams Ronetta Smith Lorraine Fenton                         | Regatul Unit Lee McConnell Donna Fraser Nicola Sanders Christine Ohuruogu                         |
| 2007 | Statele Unite ale Americii DeeDee Trotter Allyson Felix Mary Wineberg Sanya Richards                  | Jamaica Shericka Williams Shereefa Lloyd Davita Prendagast Novlene Williams                      | Regatul Unit Christine Ohuruogu Marilyn Okoro Lee McConnell Nicola Sanders                        |
| 2009 | Statele Unite ale Americii Debbie Dunn Allyson Felix Lashinda Demus Sanya Richards                    | Jamaica Rosemarie Whyte Novlene Williams-Mills Shereefa Lloyd Shericka Williams                  | Rusia Anastasia Kapacinskaia Tatjana Firova Ljudmila Litwinova Antonina Krivoschapka              |

### Săritură la înălțime
| CM   | Aur                | Aur  | Argint                                    | Argint    | Bronz            | Bronz |
| CM   | Atlet              | Țara | Atlet                                     | Țara      | Atlet            | Țara  |
| ---- | ------------------ | ---- | ----------------------------------------- | --------- | ---------------- | ----- |
| 1983 | Tamara Bykova      | URS  | Ulrike Meyfarth                           | FRG       | Louise Ritter    | USA   |
| 1987 | Stefka Kostadinova | BUL  | Tamara Bykova                             | URS       | Susanne Beyer    | GDR   |
| 1991 | Heike Henkel       | GER  | Jelena Jelessina                          | URS       | Inha Babakova    | URS   |
| 1993 | Ioamnet Quintero   | CUB  | Silvia Costa                              | CUB       | Sigrid Kirchmann | AUT   |
| 1995 | Stefka Kostadinova | BUL  | Alina Astafei                             | GER       | Inha Babakova    | UKR   |
| 1997 | Hanne Haugland     | NOR  | Inha Babakova Olga Kaliturina             | UKR Rusia |                  |       |
| 1999 | Inha Babakova      | UKR  | Jelena Jelessina                          | RUS       | Swetlana Lapina  | RUS   |
| 2001 | Hestrie Cloete     | RSA  | Inha Babakova                             | UKR       | Kajsa Bergqvist  | SWE   |
| 2003 | Hestrie Cloete     | RSA  | Marina Kupzova                            | RUS       | Kajsa Bergqvist  | SWE   |
| 2005 | Kajsa Bergqvist    | SWE  | Chaunte Howard                            | USA       | Emma Green       | SWE   |
| 2007 | Blanka Vlašić      | CRO  | Antonietta Di Martino Anna Tschitscherova | ITA Rusia |                  |       |
| 2009 | Blanka Vlašić      | CRO  | Anna Tschitscherova                       | RUS       | Ariane Friedrich | GER   |

### Săritură cu prăjina
| CM   | Aur                | Aur  | Argint                       | Argint      | Bronz              | Bronz |
| CM   | Atlet              | Țara | Atlet                        | Țara        | Atlet              | Țara  |
| ---- | ------------------ | ---- | ---------------------------- | ----------- | ------------------ | ----- |
| 1999 | Stacy Dragila      | USA  | Anschela Balachonova         | UKR         | Tatiana Grigorieva | AUS   |
| 2001 | Stacy Dragila      | USA  | Svetlana Feofanova           | RUS         | Monika Pyrek       | POL   |
| 2003 | Svetlana Feofanova | RUS  | Annika Becker                | GER         | Jelena Issinbajewa | RUS   |
| 2005 | Jelena Issinbajewa | RUS  | Monika Pyrek                 | POL         | Pavla Hamáčková    | CZE   |
| 2007 | Jelena Issinbajewa | RUS  | Kateřina Baďurová            | CZE         | Svetlana Feofanova | RUS   |
| 2009 | Anna Rogowska      | POL  | Chelsea Johnson Monika Pyrek | USA Polonia |                    |       |

### Săritură în lungime
| CM   | Aur                  | Aur                         | Argint                | Argint            | Bronz               | Bronz                       |
| CM   | Atlet                | Țara                        | Atlet                 | Țara              | Atlet               | Țara                        |
| ---- | -------------------- | --------------------------- | --------------------- | ----------------- | ------------------- | --------------------------- |
| 1983 | Heike Daute          | Republica Democrată Germană | Anișoara Stanciu      | România           | Carol Lewis         | Statele Unite ale Americii  |
| 1987 | Jackie Joyner-Kersee | Statele Unite ale Americii  | Jelena Belewskaja     | Uniunea Sovietică | Heike Drechsler     | Republica Democrată Germană |
| 1991 | Jackie Joyner-Kersee | Statele Unite ale Americii  | Heike Drechsler       | Germania          | Larissa Bereschnaja | Uniunea Sovietică           |
| 1993 | Heike Drechsler      | Germania                    | Larissa Bereschnaja   | Ucraina           | Renata Nielsen      | Danemarca                   |
| 1995 | Fiona May            | Italia                      | Niurka Montalvo       | Cuba              | Irina Muschailova   | Rusia                       |
| 1997 | Liudmila Galkina     | Rusia                       | Niki Xanthou          | Grecia            | Fiona May           | Italia                      |
| 1999 | Niurka Montalvo      | Spania                      | Fiona May             | Italia            | Marion Jones        | Statele Unite ale Americii  |
| 2001 | Fiona May            | Italia                      | Tatjana Kotova        | Rusia             | Niurka Montalvo     | Spania                      |
| 2003 | Eunice Barber        | Franța                      | Tatjana Kotova        | Rusia             | Anju Bobby George   | India                       |
| 2005 | Tianna Madison       | Statele Unite ale Americii  | Tatjana Kotova        | Rusia             | Eunice Barber       | Franța                      |
| 2007 | Tatiana Lebedeva     | Rusia                       | Ljudmila Koltschanova | Rusia             | Tatjana Kotova      | Rusia                       |
| 2009 | Brittney Reese       | Statele Unite ale Americii  | Tatiana Lebedeva      | Rusia             | Karin Mey Melis     | Turcia                      |

### Triplusalt
| CM   | Aur                | Aur     | Argint                 | Argint   | Bronz              | Bronz    |
| CM   | Atlet              | Țara    | Atlet                  | Țara     | Atlet              | Țara     |
| ---- | ------------------ | ------- | ---------------------- | -------- | ------------------ | -------- |
| 1993 | Anna Birjukova     | Rusia   | Iolanda Chen           | Rusia    | Iwa Prandschewa    | Bulgaria |
| 1995 | Inesa Kraveț       | Ucraina | Iwa Prandschewa        | Bulgaria | Anna Birjukova     | Rusia    |
| 1997 | Šárka Kašpárková   | Cehia   | Rodica Mateescu        | România  | Olena Hovorova     | Ucraina  |
| 1999 | Paraskevi Tsiamita | Grecia  | Yamilé Aldama          | Cuba     | Olga Vasdeki       | Grecia   |
| 2001 | Tatiana Lebedeva   | Rusia   | Françoise Mbango Etone | Camerun  | Teresa Marinova    | Bulgaria |
| 2003 | Tatiana Lebedeva   | Rusia   | Françoise Mbango Etone | Camerun  | Magdelín Martínez  | Italia   |
| 2005 | Trecia Smith       | Jamaica | Yargelis Savigne       | Cuba     | Anna Pjatych       | Rusia    |
| 2007 | Yargelis Savigne   | Cuba    | Tatiana Lebedeva       | Rusia    | Chrysopigi Devetzi | Grecia   |
| 2009 | Yargelis Savigne   | Cuba    | Mabel Gay              | Cuba     | Anna Pjatych       | Rusia    |

### Aruncare cu sulița
| CM   | Aur                 | Aur          | Argint              | Argint                      | Bronz               | Bronz    |
| CM   | Atlet               | Țara         | Atlet               | Țara                        | Atlet               | Țara     |
| ---- | ------------------- | ------------ | ------------------- | --------------------------- | ------------------- | -------- |
| 1983 | Tiina Lillak        | Finlanda     | Fatima Whitbread    | Regatul Unit                | Anna Verouli        | Grecia   |
| 1987 | Fatima Whitbread    | Regatul Unit | Petra Felke         | Republica Democrată Germană | Beate Peters        | RFG      |
| 1991 | Xu Demei            | China        | Petra Felke-Meier   | Germania                    | Silke Renk          | Germania |
| 1993 | Trine Hattestad     | Norvegia     | Karen Forkel        | Germania                    | Natalja Schikolenko | Belarus  |
| 1995 | Natalja Schikolenko | Belarus      | Felicia Țilea       | România                     | Mikaela Ingberg     | Finlanda |
| 1997 | Trine Hattestad     | Norvegia     | Joanna Stone        | Australia                   | Tanja Damaske       | Germania |
| 1999 | Mirela Tzelili      | Grecia       | Tatjana Schikolenko | Rusia                       | Trine Hattestad     | Norvegia |
| 2001 | Osleidys Menéndez   | Cuba         | Mirela Tzelili      | Grecia                      | Sonia Bisset        | Cuba     |
| 2003 | Mirela Maniani      | Grecia       | Tatjana Schikolenko | Rusia                       | Steffi Nerius       | Germania |
| 2005 | Osleidys Menéndez   | Cuba         | Christina Obergföll | Germania                    | Steffi Nerius       | Germania |
| 2007 | Barbora Špotáková   | Cehia        | Christina Obergföll | Germania                    | Steffi Nerius       | Germania |
| 2009 | Steffi Nerius       | Germania     | Barbora Špotáková   | Cehia                       | Maria Abakumova     | Rusia    |

### Aruncare cu discul
| CM   | Aur                | Aur                         | Argint                  | Argint                      | Bronz                     | Bronz             |
| CM   | Atlet              | Țara                        | Atlet                   | Țara                        | Atlet                     | Țara              |
| ---- | ------------------ | --------------------------- | ----------------------- | --------------------------- | ------------------------- | ----------------- |
| 1983 | Martina Opitz      | Republica Democrată Germană | Galina Muraschova       | Uniunea Sovietică           | Marija Wergova-Petkova    | Bulgaria          |
| 1987 | Martina Hellmann   | Republica Democrată Germană | Diana Gansky            | Republica Democrată Germană | Zwetanka Christova        | Bulgaria          |
| 1991 | Zwetanka Christova | Bulgaria                    | Ilke Wyludda            | Germania                    | Larissa Michaltschenko    | Uniunea Sovietică |
| 1993 | Olga Burova        | Rusia                       | Daniela Costian         | Australia                   | Min Chunfeng              | China             |
| 1995 | Elina Swerawa      | Belarus                     | Ilke Wyludda            | Germania                    | Olga Cerneavskaia         | Rusia             |
| 1997 | Beatrice Faumuina  | Noua Zeelandă               | Elina Swerawa           | Belarus                     | Natalja Sadova            | Rusia             |
| 1999 | Franka Dietzsch    | Germania                    | Anastasia Kelesidou     | Grecia                      | Nicoleta Grasu            | România           |
| 2001 | Elina Swerawa      | Belarus                     | Nicoleta Grasu          | România                     | Anastasia Kelesidou       | Grecia            |
| 2003 | Iryna Jatschanka   | Belarus                     | Anastasia Kelesidou     | Grecia                      | Ekaterini Vongoli         | Grecia            |
| 2005 | Franka Dietzsch    | Germania                    | Natalja Sadova          | Rusia                       | Věra Pospíšilová-Cechlová | Cehia             |
| 2007 | Franka Dietzsch    | Germania                    | Darja Pischtschalnikova | Rusia                       | Yarelis Barrios           | Cuba              |
| 2009 | Dani Samuels       | Australia                   | Yarelis Barrios         | Cuba                        | Nicoleta Grasu            | România           |

### Aruncare cu greutatea
| CM   | Aur                 | Aur               | Argint                  | Argint                      | Bronz               | Bronz                       |
| CM   | Atlet               | Țara              | Atlet                   | Țara                        | Atlet               | Țara                        |
| ---- | ------------------- | ----------------- | ----------------------- | --------------------------- | ------------------- | --------------------------- |
| 1983 | Helena Fibingerová  | Cehoslovacia      | Helma Knorscheidt       | Republica Democrată Germană | Ilona Slupianek     | Republica Democrată Germană |
| 1987 | Natalja Lissowskaja | Uniunea Sovietică | Kathrin Neimke          | Republica Democrată Germană | Ines Müller         | Republica Democrată Germană |
| 1991 | Huang Zhihong       | China             | Natalja Lissowskaja     | Uniunea Sovietică           | Swetlana Kriweljowa | Uniunea Sovietică           |
| 1993 | Huang Zhihong       | China             | Swetlana Kriweljowa     | Rusia                       | Kathrin Neimke      | Germania                    |
| 1995 | Astrid Kumbernuss   | Germania          | Huang Zhihong           | China                       | Swetla Mitkowa      | Bulgaria                    |
| 1997 | Astrid Kumbernuss   | Germania          | Wita Pawlysch           | Ucraina                     | Stephanie Storp     | Germania                    |
| 1999 | Astrid Kumbernuss   | Germania          | Nadine Kleinert         | Germania                    | Swetlana Kriweljowa | Rusia                       |
| 2001 | Janina Karoltschyk  | Belarus           | Nadine Kleinert-Schmitt | Germania                    | Wita Pawlysch       | Ucraina                     |
| 2003 | Swetlana Kriweljowa | Rusia             | Nadseja Astaptschuk     | Belarus                     | Wita Pawlysch       | Ucraina                     |
| 2005 | Nadseja Astaptschuk | Belarus           | Olga Rjabinkina         | Rusia                       | Valerie Vili        | Noua Zeelandă               |
| 2007 | Valerie Vili        | Noua Zeelandă     | Nadseja Astaptschuk     | Belarus                     | Nadine Kleinert     | Germania                    |
| 2009 | Valerie Vili        | Noua Zeelandă     | Nadine Kleinert         | Germania                    | Gong Lijiao         | China                       |

### Aruncare cu ciocanul
| CM   | Aur              | Aur      | Argint         | Argint   | Bronz             | Bronz           |
| CM   | Atlet            | Țara     | Atlet          | Țara     | Atlet             | Țara            |
| ---- | ---------------- | -------- | -------------- | -------- | ----------------- | --------------- |
| 1999 | Mihaela Melinte  | România  | Olga Kusenkowa | Rusia    | Lisa Misipeka     | Samoa Americană |
| 2001 | Yipsi Moreno     | Cuba     | Olga Kusenkowa | Rusia    | Bronwyn Eagles    | Australia       |
| 2003 | Yipsi Moreno     | Cuba     | Olga Kusenkowa | Rusia    | Manuela Montebrun | Franța          |
| 2005 | Olga Kusenkowa   | Rusia    | Yipsi Moreno   | Cuba     | Tatjana Lyssenko  | Rusia           |
| 2007 | Betty Heidler    | Germania | Yipsi Moreno   | Cuba     | Zhang Wenxiu      | China           |
| 2009 | Anita Włodarczyk | Polonia  | Betty Heidler  | Germania | Martina Hrašnová  | Slovacia        |

### Heptatlon
| CM   | Aur                  | Aur                         | Argint                | Argint                      | Bronz                 | Bronz                       |
| CM   | Atlet                | Țara                        | Atlet                 | Țara                        | Atlet                 | Țara                        |
| ---- | -------------------- | --------------------------- | --------------------- | --------------------------- | --------------------- | --------------------------- |
| 1983 | Ramona Neubert       | Republica Democrată Germană | Sabine Paetz          | Republica Democrată Germană | Anke Vater            | Republica Democrată Germană |
| 1987 | Jackie Joyner-Kersee | Statele Unite ale Americii  | Larissa Nikitina      | Uniunea Sovietică           | Jane Frederick        | Statele Unite ale Americii  |
| 1991 | Sabine Braun         | Germania                    | Liliana Năstase       | România                     | Irina Belowa          | Uniunea Sovietică           |
| 1993 | Jackie Joyner-Kersee | Statele Unite ale Americii  | Sabine Braun          | Germania                    | Swetlana Buraga       | Belarus                     |
| 1995 | Ghada Shouaa         | Siria                       | Swetlana Moskalez     | Rusia                       | Rita Ináncsi          | Ungaria                     |
| 1997 | Sabine Braun         | Germania                    | Denise Lewis          | Regatul Unit                | Remigija Nazarovienė  | Lituania                    |
| 1999 | Eunice Barber        | Franța                      | Denise Lewis          | Regatul Unit                | Ghada Shouaa          | Siria                       |
| 2001 | Jelena Prochorowa    | Rusia                       | Natallja Sasanowitsch | Belarus                     | Shelia Burrell        | Statele Unite ale Americii  |
| 2003 | Carolina Klüft       | Suedia                      | Eunice Barber         | Franța                      | Natallja Sasanowitsch | Belarus                     |
| 2005 | Carolina Klüft       | Suedia                      | Eunice Barber         | Franța                      | Margaret Simpson      | Ghana                       |
| 2007 | Carolina Klüft       | Suedia                      | Ljudmyla Blonska      | Ucraina                     | Kelly Sotherton       | Regatul Unit                |
| 2009 | Jessica Ennis        | Regatul Unit                | Jennifer Oeser        | Germania                    | Kamila Chudzik        | Polonia                     |